# Katrin Fischer
Katrin Fischer (* 13. Januar 1948 in Leipzig; † 4. Januar 2015) war eine deutsche Theaterpädagogin, Synchronregisseurin und Hörspielsprecherin.

## Leben

### Kindheit und Jugend
Katrin Fischer wurde als erstes von zwei Kindern des Kabarettisten Egon Herwig und seiner Frau Almuth geboren. 1967 absolvierte sie ihr Abitur an der Thomasschule zu Leipzig. Ein Jahr später begann sie mit der Leitung der Spielschar der Leipziger Michaeliskirche und blieb für drei Dekaden ihre Leiterin.

### Theaterausbildung und Studium
Katrin Fischer absolvierte an der Martin-Luther-Universität Halle-Wittenberg ein Studium der Sprechwissenschaft, Pädagogik und Psychologie.
Ab 1972 gehörte sie dem Arbeitskreis Spielen und Gestalten der Evangelisch-Lutherischen Landeskirche Sachsens als Mitglied an. Während der Laienspielwochen der sächsischen Landeskirche übernahm sie mehrere Regieführungen. In einem Theaterseminar im Rahmen des Arbeitskreises Spielen und Gestalten lernte sie ihren Ehemann Gunter Fischer kennen, der ab 1988 Leiter der Leipziger Spielgemeinde wurde. Im Übergang der Jahre 1973 und 1974 schloss Fischer in Halle ihr Studium als diplomierte Sprechwissenschaftlerin ab. Nach ihrer Studienzeit kehrte sie nach Leipzig zurück und nahm parallel die Stelle als Sprechmeisterin bei den Städtischen Bühnen Leipzig und die Stelle als Dozentin für das Fach Sprechen an der Theaterhochschule Leipzig an. In dieser Zeit wurde sie Mutter zweier Söhne.

### Theaterpädagogik in Leipzig
Ab dem Jahr 1986 leitete Fischer die Hörspielkindergruppe vom Hörfunkprogramm Radio DDR, die sie unter dem Namen „KÜWO“ als private Schule für Künstlerisches Wort führte. Laut der ARD-Hörspieldatenbank stand sie ab dieser Zeit auch selbst als Sprecherin vor dem Mikrophon. 1994 begann sie ihre Tätigkeit als Theaterpädagogin am Evangelischen Schulzentrum Leipzig und erweiterte so ihre Arbeit mit Kindern mit schauspielerischen Talenten. Am Evangelischen Schulzentrum gehörte sie als Lehrerin zuerst der Arbeitsgemeinschaft Darstellendes Spiel an. Besonders engagiert war sie bei der Förderung von Produktionen in der Kategorie Jazz und Lyrik und förderte die Schülerband Jazzmosphere am Evangelischen Schulzentrum. Unter ihrer Leitung wurde u. a. die Weihnachtsgeschichte von Carl Orff in der Leipziger Michaeliskirche aufgeführt. Für die Inszenierung und Synchronisationsbearbeitung der Orffschen Weihnachtsgeschichte wurde ihr im Jahre 2013 die Carl-Orff-Medaille überreicht.

### Synchronstudio
Während ihrer Zeit als Synchronregisseurin im Synchronstudio und Tonstudio Leipzig brachte Fischer insbesondere für den Mitteldeutschen Rundfunk (MDR) die deutschen Synchronversionen von Kinder- und Jugendserien, Abenteuer- und Dokumentarfilmen, z. B. die polnischen Kinderserien Die Verwandlungsmaschine (Maszyna Zmian) von Andrzej Maleszka und Die Sonnenlanze (Słoneczna Włócznia) von Jerzy Łukaszewicz hervor. Einige von ihr erstellten deutschen Versionen wurden auch regelmäßig im Tigerentenclub gezeigt. Zusammen mit der Kindergruppe der KÜWO-Kinder übersetzte Katrin Fischer die genannten Serien für den MDR und den Kinderkanal in die deutsche Version. Sie erstellte für die skandinavischen Produktionen Abenteuer auf der Luna (Barnen på Luna, 2000) und Olsenbande Junior von Peter Flinth ebenso die deutsche Synchronversion, wie auch für den Film Die Päpstin (2009), in dessen fünfteiliger Hörspielversion sie bereits im Jahr 2000 (Regie: Walter Niklaus) in einer Nebenrolle als Sprecherin aufgetreten war.

## Ehrungen
Zu ihren Ehren wurde nach ihrem Tod 2015 im Leipziger Johannapark eine Gedenkbank aufgestellt.